# Vanikoro cancellata
Vanikoro cancellata là một loài ốc biển rất nhỏ, là động vật thân mềm chân bụng sống ở biển trong họ Vanikoridae.

## Phân bố
- Aldabra[1]
- Chagos[1]
- Mozambique[1]
- Tanzania[1]